# Уакуха, Оскар Энрике
Оскар Энрике Уакуха Меркадильо (исп. Oscar Enrique Huacuja Mercadillo, 26 июля 1947, Мехико, Мексика) — мексиканский хоккеист (хоккей на траве), полевой игрок.

## Биография
Оскар Энрике Уакуха родился 26 июля 1947 года в мексиканском городе Мехико.
В 1968 году вошёл в состав сборной Мексики по хоккею на траве на Олимпийских играх в Мехико, занявшей 16-е место. Играл в поле, провёл 5 матчей, мячей не забивал.
В 1972 году вошёл в состав сборной Мексики по хоккею на траве на Олимпийских играх в Мюнхене, занявшей 16-е место. Играл в поле, провёл 8 матчей, забил 1 мяч в ворота сборной Уганды.
Дважды был призёром хоккейных турниров Панамериканских игр: завоевал серебро в 1971 году в Кали и бронзу в 1975 году в Мехико.

## Семья
Младший брат Оскара Энрике Уакухи Хосе Мигель Уакуха (род. 1950) также выступал за сборную Мексики по хоккею на траве, в 1971 году стал вице-чемпионом Панамериканских игр, в 1972 году участвовал в летних Олимпийских играх в Мюнхене.